# Wilmore (Pensilvania)
Wilmore es un borough ubicado en el condado de Cambria en el estado estadounidense de Pensilvania. En el año 2000 tenía una población de 252 habitantes y una densidad poblacional de 288 personas por km².

## Geografía
Wilmore se encuentra ubicado en las coordenadas 40°23′14″N 78°43′5″O / 40.38722, -78.71806.

## Demografía
Según la Oficina del Censo en 2000 los ingresos medios por hogar en la localidad eran de $31,719 y los ingresos medios por familia eran $35,000. Los hombres tenían unos ingresos medios de $30,357 frente a los $17,813 para las mujeres. La renta per cápita para la localidad era de $12,075. Alrededor del 9.4% de la población estaba por debajo del umbral de pobreza.